# Zinal
Zinal – szwajcarska miejscowość w kantonie Valais, w dystrykcie Sierre, w Alpach Pennińskich, w dolinie Val de Zinal. Jest to ośrodek narciarski położony na wysokości 1675 m n.p.m. Według ostatniego spisu ludności mieszkało tam 697 osób.  
W przeszłości w Zinal rozgrywano zawody Pucharu Świata w narciarstwie alpejskim.